# Mark Margolis
Mark Margolis, född 26 november 1939 i Philadelphia, Pennsylvania, död 3 augusti 2023 i New York, var en amerikansk skådespelare som medverkade i filmer sedan 1975.
Margolis gick på Temple University en kort tid innan han flyttade till New York där han studerade drama med Stella Adler vid Actors Studio. Han var mest känd för sina biroller i Scarface, och Darren Aronofskys filmer: π, Requiem for a Dream, The Fountain och The Wrestler. Aronofsky skrev roller som Fader Avila i The Fountain specifikt för Margolis.
Han hade återkommande roller i många TV-serier, bland annat The Equalizer, HBO-serien Oz, Jordan, rättsläkare samt Breaking Bad och spinoffen, Better Call Saul. Han medverkade även i första avsnittet av Quantum Leap. I serien Californication gjorde Margolis ett kort inhopp som Hank Moodys far. Hans helt centrala, om inte extremt exponerade, tolkning av Hector Salamanca i Breaking Bad fick stor betydelse för serien; bl a döptes karaktären Jane Margolis efter Marks riktiga efternamn.

## Filmografi
| År        | Titel                                    | Roll                     | Notering |
| --------- | ---------------------------------------- | ------------------------ | --- |
| 1976      | The Opening of Misty Beethoven           | Olycklig man             | Onämnd |
| 1979      | Going in Style                           | Fängelsevakt             | |
| 1980      | Dressed to Kill                          | Patient                  | Onämnd |
| 1983      | Scarface                                 | Alberto                  | |
| 1984      | Cotton Club                              | Charlie Workman          | |
| 1987      | The Bedroom Window                       | Man i telefonkiosk       | |
| 1987      | The Secret of My Succe$s                 | Vaktmästare              | |
| 1989      | Ärans män                                | 10th Connecticut Soldier | |
| 1990      | Star Trek: The Next Generation           | Dr. Nel Apgar            | (TV-serie, 1 episod: "A Matter of Perspective") |
| 1990      | Delta Force 2: The Colombian Connection  | Gen. Olmedo              | |
| 1990      | Tales from the Darkside: The Movie       | Gage                     | |
| 1990      | Columbo                                  | Cosner                   | (TV-serie, 1 episod: "Columbo Cries Wolf") |
| 1991      | The Pit and the Pendulum                 | Mendoza                  | |
| 1992      | 1492 – den stora upptäckten              | Francisco de Bobadilla   | |
| 1994      | Ace Ventura: Den galopperande detektiven | Mr. Shickadance          | |
| 1994      | Squanto: A Warrior's Tale                | Kapten Thomas Hunt       | |
| 1996      | I Shot Andy Warhol                       | Louis Solanas            | |
| 1996      | The Pallbearer                           | Philip DeMarco           | |
| 1997      | Absolut makt                             | Red Brandsford           | |
| 1997      | Trouble on the Corner                    | Mr. Borofsky             | |
| 1998      | Side Streets                             | Bartender                | |
| 1998      | π                                        | Sol Robeson              | |
| 1998–2003 | Oz                                       | Antonio Nappa            | (TV-serie, 10 episoder) |
| 1999      | Mickey Blue Eyes                         | Gene Morgansen           | |
| 1999      | Flawless                                 | Vinnie                   | |
| 1999      | Jakob the Liar                           | Fajngold                 | |
| 1999      | Äventyraren Thomas Crown                 | Heinrich Knutzhorn       | |
| 1999      | End of Days                              | Pope                     | |
| 2000      | Fast Food, Fast Women                    | Graham                   | |
| 2000      | Dinner Rush                              | Fitzgerald               | |
| 2000      | Requiem for a Dream                      | Mr. Rabinowitz           | |
| 2001      | Hardball                                 | Fink                     | |
| 2001      | Skräddaren i Panama                      | Rafi Domingo             | |
| 2001      | Boss of Bosses                           | Joseph Armone            | |
| 2001      | Hannibal                                 | Perfume Expert           | |
| 2002      | Infested                                 | Father Morning           | |
| 2003      | Daredevil                                | Fallon                   | |
| 2004      | House of D                               | Mr. Pappass              | |
| 2005      | Stay                                     | Affärsman                | |
| 2005      | Headspace                                | Boris Pavlovsky          | |
| 2006      | The Fountain                             | Fader Avila              | |
| 2007      | Gone Baby Gone                           | Leon Trett               | |
| 2007      | Californication                          | Al Moody                 | (TV-serie, 1 episod: "California Son") |
| 2008      | Motstånd                                 | Jewish Elder             | |
| 2008      | The Wrestler                             | Lenny                    | |
| 2008      | The Model Maker                          | The Model Maker          | |
| 2009–2011 | Breaking Bad                             | Héctor "Tio" Salamanca   | (TV-serie, 8 episoder) Nominerad – Primetime Emmy Award för bästa gästskådespelare i drama Nominerad – Saturn Award för bästa gästskådespelare - TV |
| 2010      | Black Swan                               | Mr. Fithian              | |
| 2011      | Immortals                                | Den nya prästen          | |
| 2011      | One Fall                                 | Walter Grigg Sr.         | |
| 2011      | Mildred Pierce                           | Mr. Chris                | (Miniserie, 2 episoder) |
| 2011–2012 | Person of Interest                       | Gianni Morretti          | (TV-serie, 3 episoder) |
| 2011      | The Good Wife                            | Father Jim               | (TV-serie, 1 episod: "Death Row Tip") |
| 2011      | The Courier                              | Stitch                   | |
| 2012      | American Horror Story                    | Sam Goodman              | (Miniserie, 3 episoder) |
| 2012      | Stand Up Guys                            | Claphands                | |
| 2013      | Beneath                                  | Mr. Parks                | |
| 2014      | Noah                                     | Magog                    | |
| 2015–2022 | Better Call Saul                         | Héctor "Tio" Salamanca   | |